# 타르하나 (요리)
타르하나(아제르바이잔어·튀르키예어: tarhana, 페르시아어: ترخینه 타르히네)는 서아시아의 국물 요리이다. 타르하나가 주재료이며, 초르바, 아시 등 국물 요리 형태로 끓여 낸다.

## 지역별 타르하나

### 아제르바이잔
타르하나로 만든 쇼르바가 타르하나 쇼르바스(아제르바이잔어: tarhana şorbası)라 불린다.

### 이란
타르히네로 만든 아시가 아셰 타르히네(페르시아어: آش ترخینه)라 불린다.

### 튀르키예
타르하나로 만든 초르바가 타르하나 초르바스(튀르키예어: tarhana çorbası)라 불린다.

## 사진

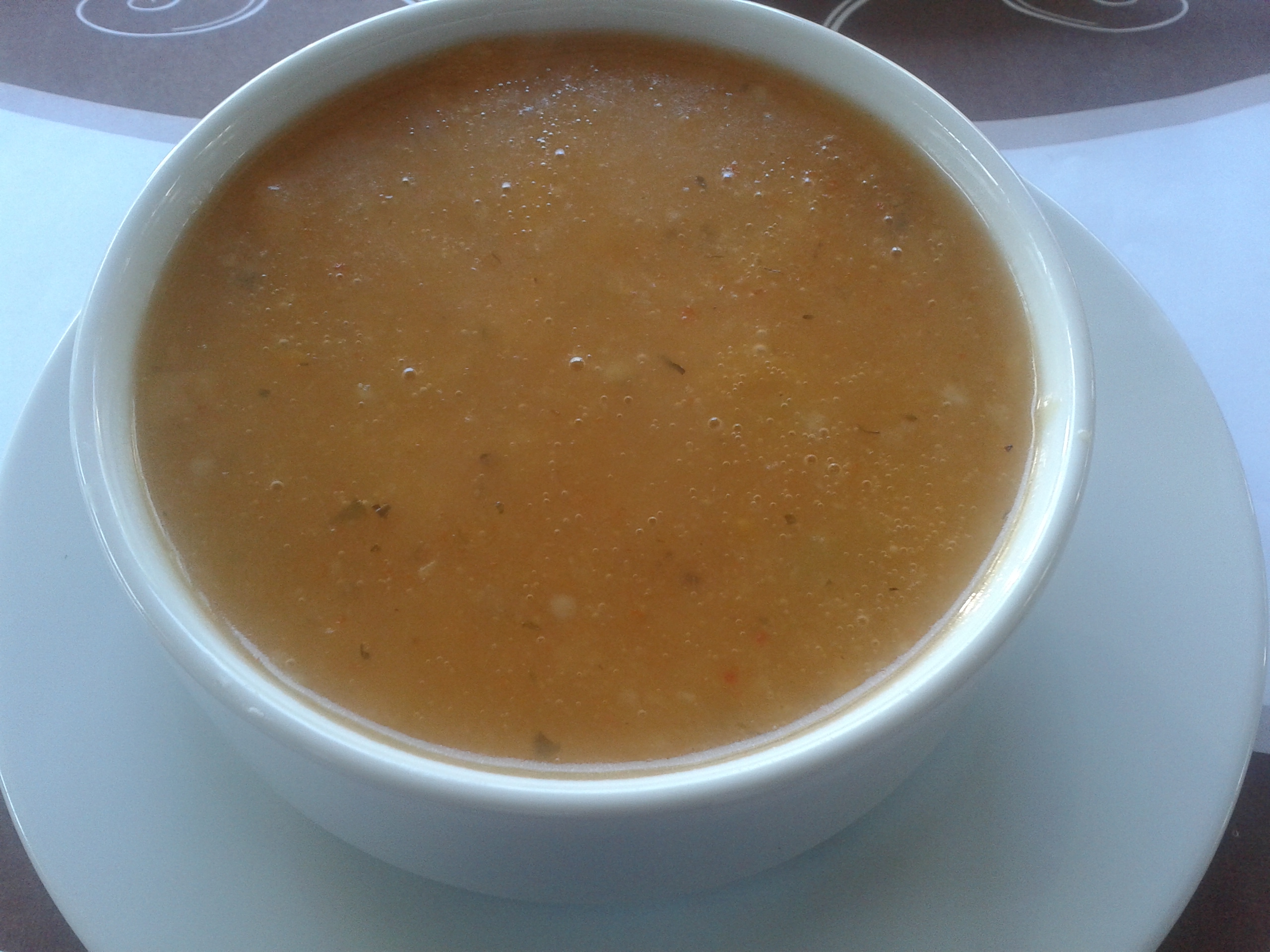
타르하나 초르바스
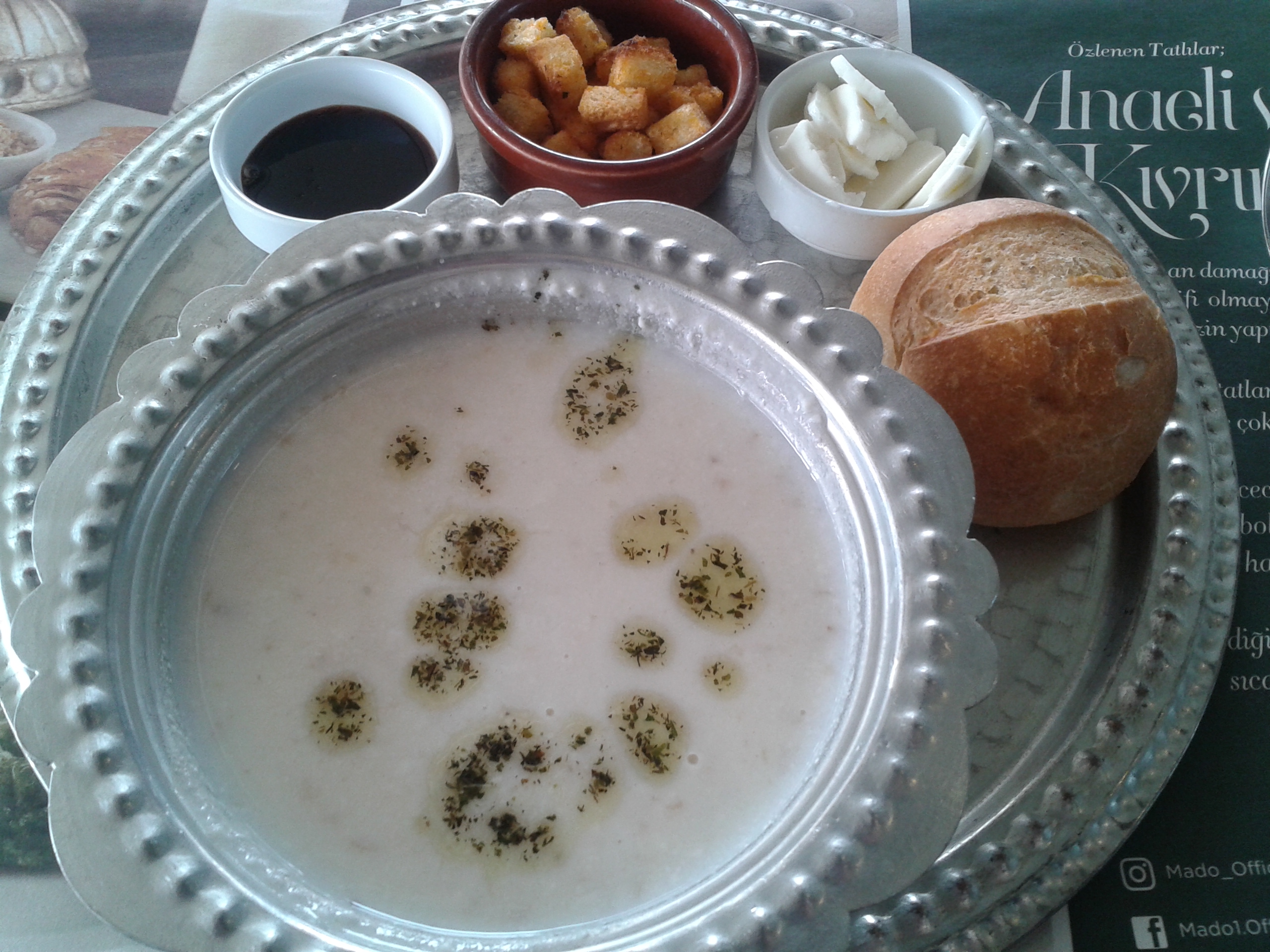
타르하나 초르바스
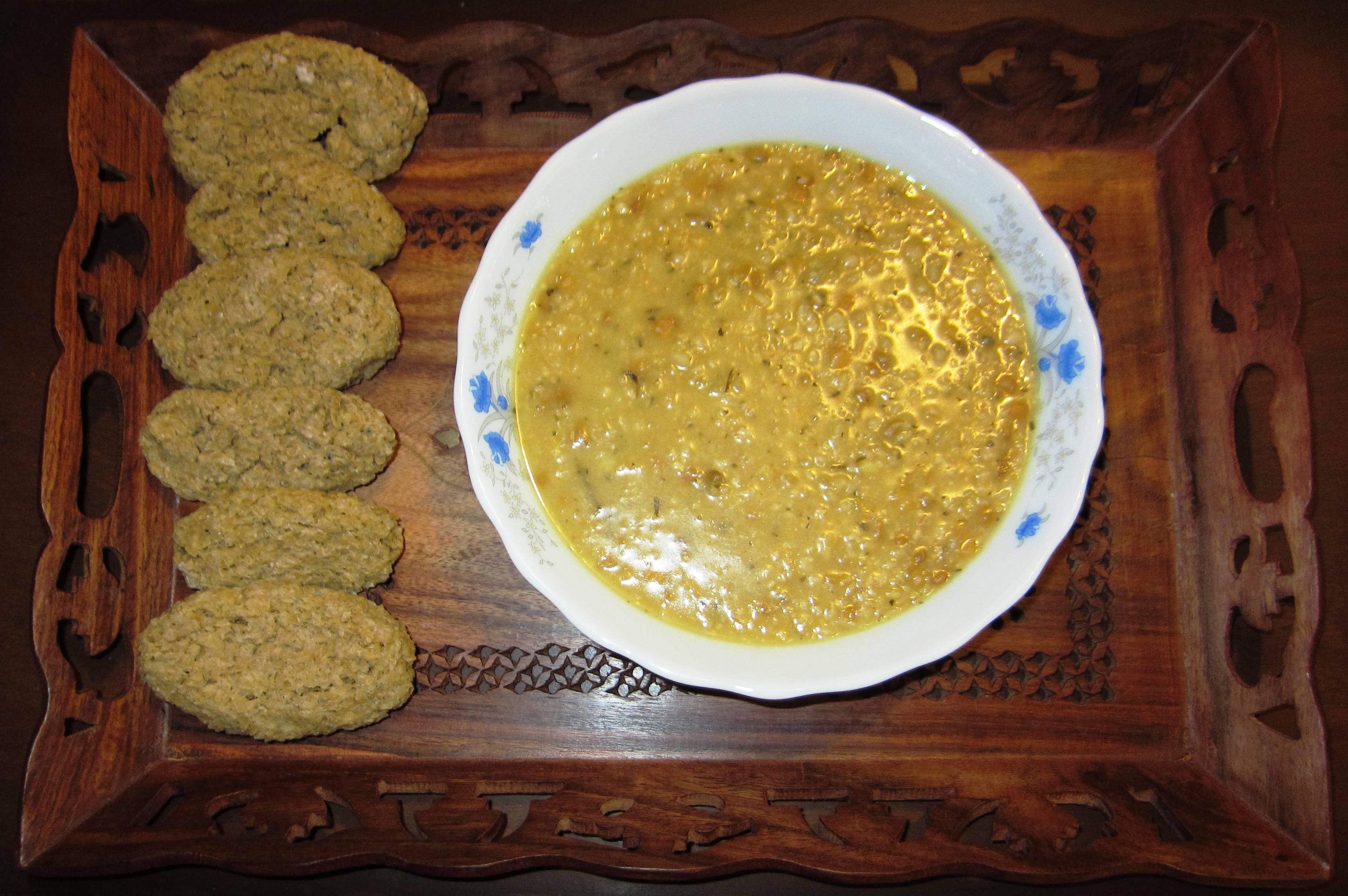
타르히네와 아셰 타르히네